# 명예퇴직제
명예퇴직제(名譽退職制, 영어: voluntary resignation) 또는 조기퇴직제(早期退職制, 영어: early retirement plan, ERP)는 공무원이나 회사원을 정년이 되기 전에 퇴직시키는 제도이다. 기업들이 인사 적체를 해소하고 퇴직금 부담을 줄이기 위한 방안으로 정년보다 앞서 퇴직할 경우 잔여임금의 일부를 일시에 지급하는 제도이다.
일반적으로 정년을 5~10년 앞둔 사람 중 희망자에 한하여 적용한다. 명예퇴직자는 여유를 가지고 정년 이후를 준비할 수 있고, 회사는 인건비를 절감하고 조직을 활성화시켜 경영합리화를 꾀할 수 있다. 명예퇴직금(golden handshake)에는 급여와 정상적인 퇴직금에 정년 퇴직 때까지 남은 급여의 일정부분이 가산된다.

## 같이 보기
- 황금낙하산

## 참고 문헌
- 이 문서에는 다음커뮤니케이션(현 카카오)에서 GFDL 또는 CC-SA 라이선스로 배포한 글로벌 세계대백과사전의 내용을 기초로 작성된 글이 포함되어 있습니다.